# Vittorio Sereni
Vittorio Sereni (Luino, 27 luglio 1913 – Milano, 10 febbraio 1983) è stato un poeta, scrittore e traduttore italiano.

## Biografia

### L'infanzia a Luino
Nato a Luino, unico figlio del funzionario di dogana Enrico Sereni e di Maria Michelina Colombi, trascorse la giovinezza nella città di confine per poi trasferirsi all'età di dodici anni a Brescia. Per quanto breve, il periodo infantile trascorso a Luino è quello che ha lasciato la traccia maggiore nella sensibilità del poeta, ed i luoghi limitrofi al Lago Maggiore sono fra quelli da cui Sereni trarrà la sua ispirazione poetica più alta. Sereni, che è ricordato come il capostipite della corrente che si rifà alla Linea Lombarda (che prende il nome dall'antologia di poesie che Luciano Anceschi pubblicò nel 1952 a Varese presso l'editore Magenta), ha sempre considerato Brescia come la sua seconda patria: entro i tranquilli confini di questa città presero vita i suoi primi interessi letterari, sorti in seguito alla lettura di un grande poeta del Novecento: Ungaretti.

### Il trasferimento a Milano e i primi contatti con gli intellettuali
Ma nel 1933 avviene per il futuro poeta un altro trasferimento, questa volta a Milano; mentre a Luino e a Brescia aveva frequentato il Ginnasio e il Liceo classico Arnaldo, nel capoluogo lombardo si iscrive all'Università, frequentando dapprima la Facoltà di Giurisprudenza ed in seguito quella di Lettere. Nel 1936 si laurea con una tesi su Guido Gozzano che causò, in sede di discussione, un certo movimento. Infatti, mentre il corpo accademico nel sentire le nuove idee espresse dal laureando si dimostrava piuttosto scettico, un gruppo di giovani poeti e artisti (Aligi Sassu, Salvatore Quasimodo e altri), lo applaudiva consenziente.

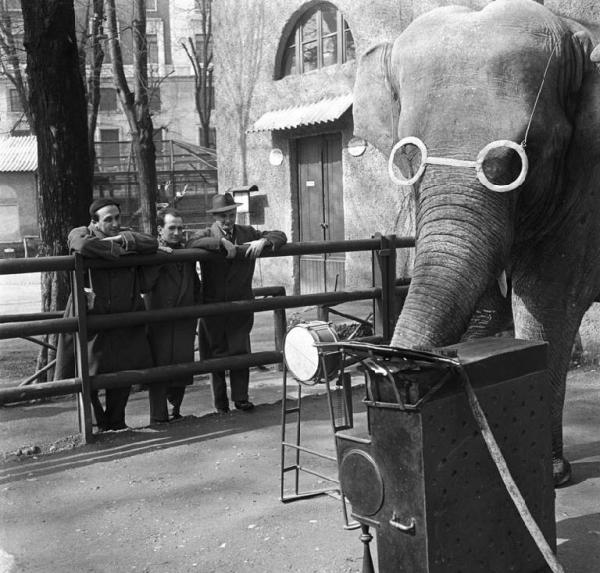
Vittorio Sereni con Alfonso Gatto e Oreste Del Buono a Milano, fotografia di Federico Patellani, 1951

A Milano Sereni stringe amicizia con alcuni compagni di studio che hanno i suoi stessi interessi letterari. Tra i primi Luciano Anceschi e in seguito Giancarlo Vigorelli, Leonardo Sinisgalli, Alfonso Gatto e lo stesso Quasimodo. Gatto e Vigorelli presentano il promettente poeta a Carlo Betocchi che, nel 1937, gli pubblica due poesie (Concerto in giardino e Inverno a Luino) sulla rivista "Il Frontespizio". È questo il primo importante traguardo. Negli anni milanesi Sereni aveva conosciuto altri "compagni di viaggio" ed era nata l'abitudine di incontrarsi quotidianamente.
Nel 1937, Sereni era entrato, con Dino Del Bo, Ernesto Treccani, Alberto Lattuada, a far parte della redazione di Corrente dopo aver collaborato alla rivista Letteratura e a Campo di Marte. Il 15 settembre 1939 Sereni lascia la redazione della rivista Corrente, sostituito da Giansiro Ferrata.
La rivista interrompe la pubblicazione il 10 maggio 1940, per trasformarsi in casa editrice, e pubblicherà, nel 1941, la prima edizione di Frontiera e nell'anno seguente la ristampa che porta il titolo di Poesie e che comprende anche altri testi.

### L'esperienza della guerra e la prigionia in Algeria
Era intanto scoppiata la seconda guerra mondiale e la notizia del conflitto sorprende Sereni a Modena dove insegna italiano e latino in un liceo. Viene richiamato alle armi con il grado di ufficiale di fanteria e nell'autunno del 1941 è assegnato ad un reparto destinato all'Africa settentrionale: come egli stesso racconta, non arriverà mai a destinazione. Il 24 luglio 1943 viene fatto prigioniero a Paceco, vicino a Trapani, e trascorre due anni di prigionia in Algeria e nell'allora Marocco francese, facendo ritorno a casa soltanto a guerra terminata.

### Il ritorno a Milano: il lavoro alla Pirelli e alla Mondadori
Nell'agosto del 1945 si trasferisce nell'abitazione dei genitori, in via Scarlatti 27, a Milano.
Nel 1947 pubblica Diario d'Algeria. 
Nel 1952 Sereni lascia l'insegnamento e sceglie di lavorare presso l'ufficio stampa del servizio propaganda dell'azienda milanese Pirelli, dove rimarrà fino al 1958. 
Nel 1953 si trasferisce in via Mauro Macchi 35, dove comincia a vivere autonomamente, e poco dopo in via Benedetto Marcello 67.
Nel 1954 viene pubblicata l'opera Una polvere d'anni a Milano, nel 1955 Non sanno d'esser morti e nel 1957 Frammenti di una sconfitta - Diario bolognese. Nel 1956 gli viene assegnato il premio internazionale "Libera Stampa" di Lugano per alcune poesie di cui facevano parte i Frammenti di una sconfitta e raggruppate sotto il titolo Un lungo sonno, silloge rimasta inedita.
Nel 1958 diventa direttore letterario presso la casa editrice Mondadori (presso la quale rimarrà fino al 1975, anno della pensione) e dal 1962 al 1964 è direttore editoriale della rivista "Questo e altro". Nel 1962 erano intanto stati dati alle stampe Gli immediati dintorni e, nel 1965, Gli strumenti umani; nel 1969 è il primo direttore della collana "I Meridiani" di Mondadori; nel 1972 vince il Premio Feltrinelli per la Poesia, conferito dall'Accademia dei Lincei.
Nell'ottobre 1967 si trasferisce in via Paravia 37, avvicinandosi allo stadio di San Siro: appassionato di calcio e tifoso di lungo corso dell'Inter, Sereni dedicò alcune delle sue poesie anche alla squadra nerazzurra.
Inizia a viaggiare: Barcellona, Paesi Bassi e Stati Uniti; ogni anno si reca per lavoro alla Fiera del libro di Francoforte.
Nel marzo del 1967 è a Praga insieme a Giovanni Giudici, Franco Fortini e Andrea Zanzotto, in occasione della pubblicazione di Paradiso interrotto (volume che raccoglieva poeti italiani di allora), invitato dal ceco Vladimír Mikeš, curatore dell'antologia.
Nel 1973 si reca in Egitto, nel 1974 in Messico, nel 1978 in Provenza dove incontra René Char. Nel 1980 compie un viaggio in Cina assieme a Mario Luzi, Alberto Arbasino, Luigi Malerba e Aldo De Jaco, per conto del Sindacato degli Scrittori.
Diventa redattore-collaboratore de La Rassegna d'Italia e critico letterario di Milano Sera. Nel 1980 dà vita, per il Saggiatore, alla collana poetica "i Paralleli", alla cui direzione affida Giovanni Giudici. Nel 1981 esce per Einaudi il quaderno di traduzioni Il musicante di Saint-Merry e altri versi tradotti dall'"Orphée Noir", da Pound, Char, Williams, Frénaud, Apollinaire, Camus, Bandini e Corneille.
Questo lavoro di traduttore di poesia gli farà ricevere, nel 1982, il Premio Bagutta. Nel medesimo anno pubblica per Garzanti Stella variabile, con cui vincerà il Premio Viareggio per la poesia.

### Ultimi anni e morte

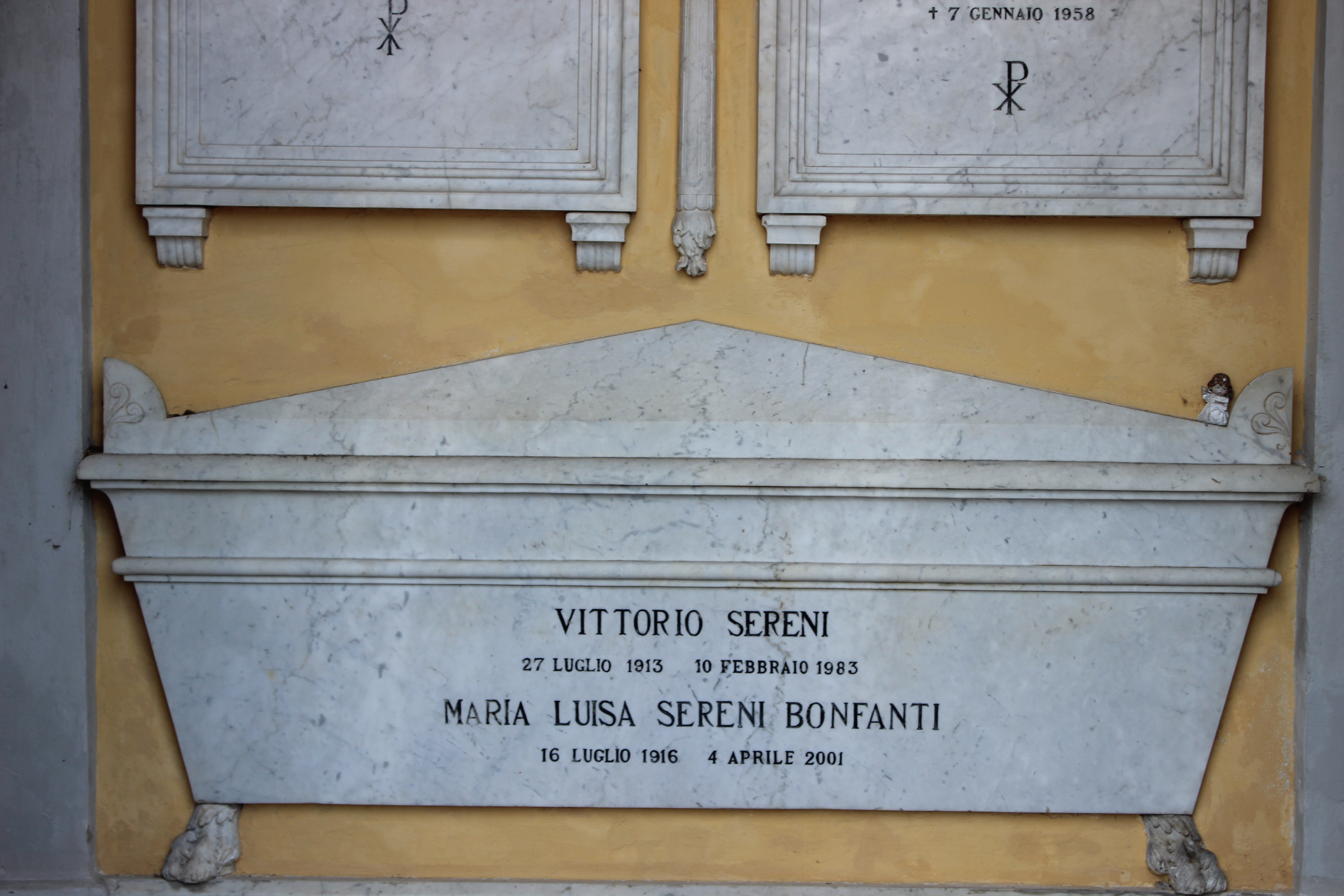
La tomba di Vittorio Sereni nella cappella di famiglia, presso il cimitero di Luino.

Il 10 febbraio 1983 muore improvvisamente in conseguenza di un aneurisma. È sepolto a Luino, nella tomba di famiglia. A lui è intitolato il Liceo scientifico di Luino.
Sono usciti postumi nell'ottobre 1983, per desiderio del poeta, Gli immediati dintorni primi e secondi (Il Saggiatore) e nel 1986 Tutte le poesie (Mondadori), a cura della figlia Maria Teresa. Nel novembre dello stesso anno Dante Isella raccoglie con il titolo Senza l'onore delle armi (Scheiwiller), cinque prose: La cattura, L'anno quarantatre, L'anno quarantacinque, Ventisei, Le sabbie dell'Algeria.
Numerosi saggi, scritti vari, poesie, sono state pubblicate in "Paragone", "aut aut", "Nuova Corrente", "Tempo Presente", "Il Menabò", "Nuovi argomenti", "Questo e altro", "La Rassegna d'Italia", "Giornale di Mezzogiorno", "La Fiera Letteraria", "La Frusta libera" e in altre riviste e giornali. 

## La memoria
Nel 1991, coordinato da Dante Isella, si svolge a Luino un convegno di poeti sulla figura di Sereni letterato e intellettuale. Molto diversi tra loro per età e per scelte di poetica, i relatori vedranno pubblicati i loro contributi nel volume Per Vittorio Sereni. Convegno di poeti (Luino, 25-26 maggio 1991).
Nel 1999 è stato inaugurato l'Archivio Vittorio Sereni, grazie all'acquisizione da parte del comune di Luino e della Regione Lombardia del fondo che raccoglie sia i documenti legati alla produzione letteraria del poeta, sia l'ampio carteggio radunato durante gli incarichi editoriali presso Pirelli e Mondadori. In seguito, grazie alla donazione degli eredi di Vittorio Sereni, è stato arricchito di ulteriori carte accumulate durante gli incarichi editoriali. L'archivio è ospitato dal 2019 presso il Palazzo Verbania, sul lungolago di Luino. Altre carte dell'autore sono conservate presso il fondo archivistico del Centro Manoscritti dell'Università di Pavia. La documentazione relativa al lavoro come direttore editoriale della Mondadori è custodita presso la Fondazione Arnoldo e Alberto Mondadori.

## Poetica
Appassionato di calcio, Vittorio Sereni era un acceso tifoso dell'Inter e si recava spesso allo stadio Giuseppe Meazza per assistere alle partite dei nerazzurri. Sono altresì note alcune sue corrispondenze episolari a tema calcistico con il "collega" Pier Paolo Pasolini, sostenitore del Bologna.
Nella produzione poetica di Vittorio Sereni, spicca anche una lirica dedicata al derby d'Italia, ovvero la sfida tra l'Inter e la Juventus, intitolata Domenica Sportiva con chiaro riferimento all'omonima trasmissione televisiva:
Il verde è sommerso in neroazzurri.

Ma le zebre venute di Piemonte

sormontano riscosse a un hallalì

squillato dietro barriere di folla.

Ne fanno un reame bianconero.

La passione fiorisce fazzoletti

di colore sui petti delle donne.

Giro di meriggio canoro,

ti spezza un trillo estremo.

A porte chiuse sei silenzio d'echi

nella pioggia che tutto cancella.
Quando venne pubblicata la raccolta Frontiera (1941), la poesia di Vittorio Sereni fu paragonata sia a quella del modernismo minore, sotto l'influenza di Ungaretti e Quasimodo, sia alla poesia dell'ermetismo fiorentino, anche se ad un più attento esame la tonalità discorsiva-elegiaca faceva intravedere fin da allora sentimenti, oggetti e situazioni diversamente concreti.
La prigionia e la guerra avrebbero in seguito mutato il suo modo di vedere il mondo, che stava diventando ai suoi occhi sempre più indecifrabile (Diario d'Algeria), e la voce narrante che egli utilizza, insieme agli elementi lessicali arcaizzanti, serve spesso a distanziare la realtà mentre il ritmo, fatto di modulazioni da una strofa all'altra, simboleggia la condizione del prigioniero che è molto simile a quella dello stato umano.
Uno dei libri più impegnativi fra quanti sono stati scritti nel trentennio successivo alla seconda guerra mondiale è Gli strumenti umani. È questa una raccolta di versi dove si descrivono scene di vita cittadina, di ritorno ai luoghi amati della prima giovinezza, di forti amori e affetti contrastanti. Pur essendo lontana dalla forma politica, la poesia di Sereni è viva interprete di alcuni decenni della vita della borghesia italiana nel momento del trapasso alle forme dell'ultimo capitalismo.
Stilisticamente inizia ad allontanarsi dall'oscurità delle prime raccolte e a maturare una voce maggiormente personale.
Medesime tematiche, affrontate con una maggior spinta metafisica, vengono affrontate anche nell'ultima raccolta Stella variabile, in cui si incupisce il tono della sua poesia.
In tutta la sua opera, i versi furono oggetto di importanti spinte verso una dimensione narrativa.

## Opere

### Poesia

#### Raccolte
- Frontiera, Edizioni di Corrente, Milano 1941
  - 2ª ed. accresciuta: Poesie, Vallecchi, Firenze 1942
  - 3ª ed. accresciuta: Scheiwiller - All'insegna del Pesce d'Oro, Milano 1966
- Diario d'Algeria, Vallecchi, Firenze 1947
  - 2ª ed. accresciuta: Mondadori, Milano 1965
- Gli strumenti umani, Einaudi, Torino 1965
  - 2ª ed. accresciuta: 1975
- Stella variabile, Garzanti, Milano 1981
  - 2ª ed.: 1982

#### Poesie in volume
- Una polvere d'anni di Milano, Maestri, Milano 1954 (con tre disegni di Attilio Rossi)
- Non sanno d'essere morti, San Rafael 1955
- Frammenti di una sconfitta-Diario bolognese, Scheiwiller, Milano 1957 (con una acquaforte di Franco Gentilini, 130 esemplari)
- Appuntamento a ora insolita, a cura di Vanni Scheiwiller, Allegretti di Campi, Milano 1964
- Lavori in corso, Scheiwiller, Milano 1965 (poi Luxembourg 1970)
- Dodici poesie, Sommaruga, Verona 1966 (con un'acquaforte di Pio Semenghini, 125 esemplari)
- La guerra girata altrove, Editiones Dominicae, Verona 1969
- Addio Lugano bella, Edizioni dell'Upupa, Firenze 1971 (con sei serigrafie di Ernesto Treccani)
- Da tanto mare, Galleria L'incontro, Milano 1971 (con due litografie di Gianni Dova)
- Sei poesie, Galleria L'incontro, Milano 1972
- Poesie scelte (1935-1965), a cura di Lanfranco Caretti, Mondadori, Milano 1973
- Toronto sabato sera (con Fantasie di Kodra), Edizioni per la Galleria Rizzardi, Milano 1973
- Un posto di vacanza, Scheiwiller, Milano 1974
- A Venezia con Biasion, Edizioni Ca' Spinello, Urbino 1975 (con sei acqueforti di Renzo Biasion)
- Tre poesie per Niccolò Gallo, edizioni Galleria Pananti, Firenze 1977 (con nove cartegialle di Mario Marcucci, 350 esemplari)
- Nell'estate padana, La Spirale, Milano 1978 (con tre acquetinte di Enrico Della Torre, 90 esemplari)
- Rapsodia breve (con introduzione di Lento Goffi), Il Farfengo, Brescia 1979

#### Raccolte postume
- Tutte le poesie, a cura di Maria Teresa Sereni, con prefazione di Dante Isella, Mondadori ("Lo Specchio"), Milano 1986; nuova ed. 2023
- Il grande amico. Poesie 1935-1981, Rizzoli, Milano 1990. Introduzione di Gilberto Lonardi, commento di Luca Lenzini
- Poesie. Un'antologia per la scuola, a cura di Dante Isella e Clelia Martignoni, Nastro & Nastro, Luino 1993
- Poesie, edizione critica a cura di Dante Isella, Mondadori ("I Meridiani"), Milano 1995

### Prosa
- Gli immediati dintorni, Il Saggiatore, Milano 1962
- L'opzione, Scheiwiller, Milano 1964
- Ventisei, Edizioni dell'Aldina, Roma 1970 (con sei acqueforti di Augusto Perez, 75 esemplari)
- Letture preliminari, Liviana, Padova 1973
- Il sabato tedesco, Il Saggiatore, Milano 1980

#### Raccolte postume
- Gli immediati dintorni primi e secondi, Il Saggiatore, Milano 1983
- Senza l'onore delle armi, Scheiwiller, Milano 1986
- Sentieri di gloria. Note e ragionamenti sulla letteratura, a cura di G. Strazzeri, Mondadori, Milano 1996
- La tentazione della prosa, a cura di Giulia Raboni, introduzione di Giovanni Raboni, Mondadori, Milano 1998
- Viaggio in Cina, a cura di Emanuela Sartorelli, Via del vento, Pistoia, 2004
- Occasioni di lettura. Le relazioni editoriali inedite (1948-1958), a cura di Francesca D'Alessandro, Nino Aragno Editore, Torino 2011.

### Lettere
- Lettere 1946-1980, con Piero Chiara, a cura di Federico Roncoroni, G. e M. Benincasa, Roma, 1993.
- Una lunga amicizia: lettere 1938-1982, con Attilio Bertolucci, a cura di Gabriella Palli Baroni, prefazione di Giovanni Raboni, Garzanti, Milano, 1994.
- La giovinezza che non trova scampo: poesie e lettere degli anni trenta, con Antonia Pozzi, a cura di Alessandra Cenni, Scheiwiller, Milano, 1995
- Scritture private. Con Fortini e con Giudici, Capannina, Bocca di Magra, 1995.
- Un tacito mistero. Il carteggio Vittorio Sereni-Alessandro Parronchi (1941-1982), a cura di Barbara Colli e Giulia Raboni, prefazione di Giovanni Raboni, Feltrinelli, Milano, 2004
- Miei cari tutti quanti...: carteggio di Vittorio Sereni con Ferruccio Benzoni e gli amici di Cesenatico, a cura di Dante Isella, San Marco dei Giustiniani, Genova, 2004
- Il cerchio imperfetto: lettere 1946-1954, con Umberto Saba, a cura di Cecilia Gibellini, Rosellina Archinto, Milano 2010
- Carteggio con Luciano Anceschi. 1935-1983, a cura di Beatrice Carletti, prefazione di Niva Lorenzini, Feltrinelli, Milano, 2013. ISBN 9788807530302.
- L'amicizia, il capirsi, la poesia. Lettere 1953-1971, con Niccolò Gallo, Loffredo, Napoli, 2013.
- Carteggio (1962-1967), con Paul Celan, a cura di Giovanna Cordibella, Edizioni l'Obliquo, Brescia, 2013. ISBN 9788898003099.
- Un filo d'acqua per dissetarsi. Lettere 1949-1969, con Giuseppe Ungaretti, a cura di G. Palli Baroni, Archinto, Milano, 2013. ISBN 978-88-776-8638-1.
- «Carissimo omonimo». Carteggio (1946-1966), con Vittorio Bodini, a cura di Simone Giorgino, Besa muci, Nardò 2016. 2ª ed. 2021, ISBN 978-88-3629-191-5.
- Le pieghe della vita. Carteggio (1940-1982), con Mario Luzi, Aragno, Torino, 2017. ISBN 978-88-8419-828-0.
- Come nasce un poeta. Epistolario fra Vittorio Sereni e Roberto Pazzi negli anni della contestazione (1965-1982), a cura di Federico Migliorati, Minerva Edizioni, Bologna, 2018. ISBN 978-8833240176.
- Un uomo fratello. Carteggio (1937-1982), con Carlo Betocchi, Mimesis, Milano, 2018. ISBN 9788857547176.
- Vincendo i venti nemici. Lettere 1959-1982, con Roberto Roversi, a cura di Fabio Moliterni, Pendragon, Bologna, 2020. ISBN 978-88-3364-178-2.
- Carteggio 1947-1983, con Giorgio Caproni, a cura di Giuliana di Febo-Severo, Olschki, Firenze, 2020. ISBN 9788822266125.
- Quei versi che restano sempre in noi. Lettere 1955-1982, con Giovanni Giudici, a cura di Laura Massari, Archinto, Milano, 2021.
- Carteggio 1946-1982, con Franco Fortini, a cura di Luca Daino, Quodlibet, Macerata, 2024. ISBN 9788822921437.

### Traduzioni
- Julien Green, Leviatan, Milano, Mondadori, 1946.
- Paul Valéry, Eupalinos, L'anima e la danza, Dialogo dell'albero, Milano, Mondadori, 1947; come Tre dialoghi, Torino, Einaudi, 1990.
- William Carlos Williams, Poesie, immagini di Sergio Dangelo, Milano, Edizioni del Triangolo, 1957; Torino, Einaudi, 1961.
- René Char, Fogli d'Ipnos, Torino, Einaudi, 1968.
- René Char, Ritorno sopramonte e altre poesie, Milano, Mondadori, 1974.
- Pierre Corneille, L'illusione teatrale, Milano, Guanda, 1979.
- Guillaume Apollinaire, Eravamo da poco intanto nati, Milano, Vanni Scheiwiller, 1980.
- Il musicante di Saint-Merry e altri versi tradotti, Torino, Einaudi, 1981; 2ª ed. con introduzione di Pier Vincenzo Mengaldo, 2001; 3ª ed. il Saggiatore, 2019.

Postume
- René Char, Due rive ci vogliono. Quarantasette traduzioni inedite, a cura di Elisa Donzelli, presentazione di Pier Vincenzo Mengaldo, Roma, Donzelli, 2010.

## Premi e riconoscimenti
- 1956 – Premio internazionale "Libera Stampa", con Un lungo sonno[9]
- 1965 – Premio Montefeltro[37]
- 1972 – Premio Feltrinelli per la Poesia[11]
- 1976 – Premio Monselice per la traduzione letteraria, con Ritorno Sopramonte di René Char[38]
- 1982 – Premio Viareggio per la Poesia, con Stella variabile[17]
- 1982 – Premio Bagutta, con Il musicante di Saint-Merry[39]
- 1983 – Premio Mondello alla memoria per un autore italiano[40]